# Земетресение в Търновско (1913)
Земетресението с епицентър в Горна Оряховица от 14 юни (1 юни по стар стил) 1913 година, събота, е на дълбочина около 10 км. Основният трус е в 11:28 ч. местно време, продължителността му е около 20 секунди.
Магнитудът на основния трус е оценен на 6.3. Трусът е усетен на територията на цялата страна, като зоната на разрушенията обхваща 1000 кв. км. Последствията във Велико Търново, Горна Оряховица и Лясковец са катастрофални. 80% от сградите във Велико Търново са разрушени и 85% – в Горна Оряховица. В съседните Лясковец и Долна Оряховица пораженията са 55 – 60%.
Няма точни данни за броя на жертвите на земетресението. По данни от регистъра на актовете за смърт за 1913 г. броят на регистрираните загинали във Велико Търново на 1 юни (по стар стил) в 11 часа и 30 минути е 20 души и 1 починал в 14 часа. В Горна Оряховица са регистрирани 16 загинали.
Създадена е комисия, която да установи размера на щетите, която разделя пострадалите сгради в шест категории. Общата стойност на щетите, установени от комисията, възлиза на 12 316 000 лв.
Във Велико Търново са разрушени църквите „Св. св. Петър и Павел“, „Св. Четиридесет мъченици“, „Св. Димитър“, „Успение Богородично“ и катедралният храм „Рождество Богородично“. В различна степен са повредени построените от Колю Фичето църкви „Св. Константин и Елена“, „Св. Никола“, „Св. св. Кирил и Методий“, „Св. Спас“. Напълно разрушена е и сградата на мъжката гимназия „Св. Кирил“, която се използва като лазарет за войници, ранени през балканските войни. В Горна Оряховица напълно са разрушени сградите на театъра и казиното, хотел „Борис“, сградата на клона на БНБ, читалище „Напредък“, сградите на захарната фабрика и керамичната фабрика „Централа“, сградите на основното училище и Девическата гимназия в града, църквите „Св. Троица“, „Св. Георги“, „Св. Богородица“.
Земетресението получава силен отзвук сред населението на страната и в пострадалия район са изпратени помощи. Голяма заслуга за документиране на пострадалите паметници има общественикът Леон Филипов, който участва също във възстановителните работи на църквите във Велико Търново и Арбанаси.